# 沃氏牙花鮨
沃氏牙花鮨，為輻鰭魚綱鱸形目鱸亞目鮨科的其中一種，分布於中太平洋的美屬薩摩亞海域，棲息深度可達100公尺，體長可達12.3公分，為底棲性魚類，屬肉食性，生活習性不明。

## 擴展閱讀
維基物種上的相關：沃氏牙花鮨